# Баранівська сільська рада (Валківський район)
Бара́нівська сільська́ ра́да — адміністративно-територіальна одиниця та орган місцевого самоврядування в Валківському районі Харківської області. Адміністративний центр — село Баранове.

## Загальні відомості
- Баранівська сільська рада утворена в 1922 році.
- Територія ради: 40 км²
- Населення ради: 1 259 осіб (станом на 2001 рік)

## Населені пункти
Сільській раді підпорядковані населені пункти:
- с. Баранове
- с. Війтенки
- с. Гринців Ріг
- с. Коверівка
- с. Мізяки
- с. Рогівка
- с. Тетющине

## Склад ради
Рада складається з 16 депутатів та голови.
- Голова ради: Петренко Микола Андрійович
- Секретар ради: Мізяк Оксана Миколаївна

### Керівний склад попередніх скликань
| Прізвище, ім'я, по батькові | Основні відомості                                                                       | Дата обрання | Дата звільнення |
| --------------------------- | --------------------------------------------------------------------------------------- | ------------ | --------------- |
| Петренко Микола Андрійович  | Сільський голова, 1963 року народження, освіта середня спеціальна, безпартійний         | 26.03.2006   | 31.10.2010      |
| Петренко Микола Андрійович  | Сільський голова, 1963 року народження, освіта середня спеціальна, член Партії регіонів | 31.10.2010   |                 |

Примітка: таблиця складена за даними сайту Верховної Ради України

### Депутати
За результатами місцевих виборів 2010 року депутатами ради стали:

#### За суб'єктами висування
| Суб'єкт висування                 | Кількість обраних депутатів | %    |
| --------------------------------- | --------------------------- | ---- |
| Партія регіонів                   | 14                          | 87,5 |
| Партія «Відродження»              | 1                           | 6,3  |
| Політична партія «Сильна Україна» | 1                           | 6,3  |

#### За округами
| № округу                          | Прізвище, ім'я, по батькові    | Дата визнання обраним | Освіта  | Партійна приналежність                  | Відомості про обраного депутата            |
| --------------------------------- | ------------------------------ | --------------------- | ------- | --------------------------------------- | ------------------------------------------ |
| Партія «ВІДРОДЖЕННЯ»              |                                |                       |         |                                         |                                            |
| 1                                 | Онищенко Тетяна Миколаївна     | 03.11.2010            | вища    | позапартійна                            | Баран.с/рада, бух гал-тер                  |
| Партія регіонів                   |                                |                       |         |                                         |                                            |
| 2                                 | Гузь Микола Петрович           | 03.11.2010            | вища    | член Партії регіонів                    | ППВалмер, механік                          |
| 3                                 | Говор Тетяна Дмитрівна         | 03.11.2010            | вища    | член Партії регіонів                    | загальноосвітня школа, вчитель             |
| 4                                 | Волошин Григорій Олександрович | 03.11.2010            | середня | член Партії регіонів                    | пенсіонер                                  |
| 5                                 | Пащенко Олексій Сергійович     | 03.11.2010            | середня | член Партії регіонів                    | ППВалмер, механізатор                      |
| 6                                 | Кіріченко Олена Миколаївна     | 03.11.2010            | середня | член Партії регіонів                    | фельдшерсько-акушерський пункт, мед.сестра |
| 7                                 | Коляда Юрій Олександрович      | 20.11.2011            | вища    | член Партії регіонів                    | тимчасово не працює                        |
| 8                                 | Мізяк Оксана Миколаївна        | 03.11.2010            | вища    | член Партії регіонів                    | Барановськас/рада, секретар                |
| 9                                 | Тугай Оксана Володимирівна     | 03.11.2010            | вища    | член Партії регіонів                    | загальноосвітня школа, вчитель             |
| 10                                | Голобородько Надія Григорівна  | 03.11.2010            | вища    | член Партії регіонів                    | загальноосвітня школа, вчитель             |
| 11                                | Ткаченко Ганна Миколаївна      | 03.11.2010            | середня | член Партії регіонів                    | Тер.центр, соц. Працівник                  |
| 12                                | Косенко Тетяна Григорівна      | 03.11.2010            | середня | член Партії регіонів                    | Баран.с/рада, касир                        |
| 14                                | Кроль Володимир Іванович       | 03.11.2010            | середня | член Партії регіонів                    | Валк.лісництво, майстерлісу                |
| 15                                | Онищенко Володимир Петрович    | 03.11.2010            | середня | член Партії регіонів                    | Міськелектротранс, водій                   |
| 16                                | Демченко Тетяна Володимирівна  | 03.11.2010            | вища    | член Партії регіонів                    | ПП Коваленко, продавець                    |
| Політична партія «Сильна Україна» |                                |                       |         |                                         |                                            |
| 13                                | Мізяк Вадим Володимирович      | 03.11.2010            | середня | член Політичної партії «Сильна Україна» | ДепоОснова, поммашиніста                   |